# Miquel Pujol i Lozano
Miquel Pujol i Lozano   (Ripollet, 1951) és un historietista, il·lustrador, animador, guionista i director d'animació català.
La seua trajectòria professional comença als anys 70 com a dibuixant de còmic (primer a la revista Strong, i després per a les revistes Disney d'Alemanya i Dinamarca) i com il·lustrador de contes per a infants. També ha realitzat treballs publicitaris.
El 1977 començà a treballar per a l'Studio Recreo, on continuaria dibuixant els personatges Disney per a Centreuropa però també Itàlia i França. El 1985 abandona l'Studio Recreo i esdevé director artístic d'una altra empresa que realitzava còmics Disney: Comicup Studio. El 1995 abandonaria Comicup per centrar-se en l'altre camp on ha treballat: l'animació.
L'any 1989 Miquel Pujol va fundar Acció Studios, empresa ideada per realitzar projectes per a televisió i cinema. La primera sèrie televisiva per a la qual va elaborar el guió i va dirigir va ser 10+2, emesa originalment per Televisió de Catalunya.
L'any 2009 dirigí la pel·lícula d'animació catalana més cara de la història anomenada Cher ami.